# Клавдий Савойски-Ракониджи
Вижте пояснителната страница за други личности с името Клавдий.
Клавдий Савойски-Ракониджи (на италиански: Claudio di Savoia-Racconigi; * ок. 1445, Торино, Савойско херцогство; † (малко пр.) 7 януари 1521 в Ракониджи, пак там) е господар на Ракониджи и Милябруна с ½ Панкалиери и Кастелрайнеро (инвеститура на 21 декември 1502), господар на ½ Панкалиери със Сомарива (инвеститура на 10 октомври 1505), Генерален маршал на Савойското херцогство (1482/1483), кавалер на Върховния орден на Пресветото Благовещение (от 1518).

## Произход
Клавдий е син на Франциск Савойски-Ракониджи († пр. 1503), господар (сеньор) на Ракониджи и на Милябруна, господар на ½ Панкалиери и Кастелрайнеро (херцогско дарение от 27 март 1461 г.), губернатор на Верчели (1465/1467), и на съпругата му – френската благородничка Катерина дьо Сесел. Има един брат и една сестра:
- Мария († 1510)
- Ханибал, управител на Верчели от негово име

Има и един полубрат, роден от извънбрачна връзка на баща му.

## Биография
През 1476 г. Клавдий се жени за богатата миланска благородничка Иполита Боромео, дъщеря на графа на Арона Джовани Боромео. Бракът му донася значително богатство като зестра, добавено към изнемогващите каси на клона Савоя-Ракониджи. В същото време се установява и връзка между родовете Савоя и Боромео, която по-късно е политически изгодна и за двете страни.
През 1472 г., след смъртта на Савойския херцог Амадей IX Савойски и предвид непълнолетната възраст на наследника му Филиберт Савойски, Савойското херцогство преминава под регентството на овдовялата херцогиня Йоланда дьо Валоа, сестра на френския крал Луи XI. Тя, в името на нейния син и за да защити границите на херцогството на нейния починал съпруг, решава да сключи съюз с бургундския херцог Шарл Дръзки. Шарл води война за разширяване срещу кантоните на Конфедерация Швейцария, поради което Савоя също са въвлечени в нея със значителни парични разходи. Клавдий Савойски-Ракониджи се намесва в полза на своите далечни братовчеди, като дава назаем, със съгласието на баща си Франциск, зестрата, получена от съпругата си Иполита през 1476 г. Той е възнаграден за това с назначаването му за управител на град Верчели и с феода и замъка на Сомарива. Благодарността на Савоя към Клавдий продължава, дори когато през 1478 г., след смъртта на Йоланда дьо Валоа, Филиберт Савойски е обявен за пълнолетен и автономно поема управлението на Савойското херцогство: сред първите му действия е да назначи Клавдий за Генерален маршал на Савойското херцогство (1482/1483) – втората най-престижна дворцова длъжност.
След преждевременната смърт през 1485 г. на херцог Филиберт I Савойски ситуацията за Савоя-Ракониджи се променя радикално с идването на власт на брат му Карл I Савойски. Подтикван от придворните благородници, враждебно настроени към Клавдий и целящ да се отърве от фаворитите на майка си и брат си, херцогът решава да лиши Клавдий от всички получени длъжности и феоди, които има като гаранция за дадената назаем зестра. Това оскърбление засяга и пряко рода Боромео. Бащата на Клавдий – Франциск предпочита да застане на страната на Савойските херцози с намерението да опази семейните владения. Клавдий от своя страна набързо решава да отиде в Милано, за да поиска съдействието на Боромео и следователно и на Сфорца, изпращайки по същото време в замъка на Сомарива собствената си малка армия против волята на баща си, за да защити владенията си срещу онова, което смята за узурпация от страна на Савойския херцог.
Няколко дни по-късно херцогският майордом Аригино Валперга отива в Сомарива от името на Савойския херцог, за да поиска връщането на владението и след като получава потвърждение от самия Клавдий, потегля към Торино, но близо до Карманьола каретата му е нападната и Валперга е убит. В този момент херцог Карл I Савойски решава да обяви Клавдий за бунтовник и убиец. Клавдий решава да избяга в Салуцо, поставяйки се под закрилата на местния маркграф Лудвиг II, който също е в спор със Савойския херцог за териториални въпроси и за евентуалното наследяване на Маркграфство Монферат.
Клавдий, още по-решен да отстоява правата си и да защитава тези на паричната сума на рода на съпругата си, през лятото на 1486 г. решава да обсади градовете Ракониджи и Панкалиери. Той успява да ги завладее и да ги задържи до ноември същата година, когато военен контингент, начело с Джовани Антонио Секо (нар. Граф на Борела), изпратен от Херцога на Милано в помощ на савойския херцог Карл I Савойски, успява да превземе отново Ракониджи. Градът е разграбен и е принуден да плати голям откуп от 1500 флорина, за да избегне допълнителни щети.
Клавдий се скита до смъртта на Карл I Савойски през 1490 г., когато съпругата му Бианка Монфератска, като регентка на непълнолетния им син Карл II Савойски, решава да му прости, като го назначава за придворен шамбелан и да му даде значителна пенсия. Сред исканията, отправени от Клавдий през този период, е реституцията на феода Ракониджи, което става през 1493 г. Първото действие, предприето от него, е основаването на Кармелитски манастир в града: той присъства на церемонията по полагане на първия камък на сградата близо до потока Майра.
След смъртта на баща си Франциск преди 1 януари 1503 г. Клавдий го наследява във владение на Ракониджи, изживявайки спокойни години. През 1506 г. извиква в Ракониджи, с цел успокоение на съвестта поради предизвиканите от него скандали в миналото, проповядващите доминикански отци и кара да построят нов техен манастир на мястото, посочено от монахинята Катерина Матей, обявена за блажена на Католическата църква през 1808 г.
Клавдий Савойски-Ракониджи умира в Ракониджи през 1521 г.

## Брак и потомство
∞ 1476 в Милано за благородничката Иполита Боромео (* 1 януари 1464, † пр. 23 ноември 1526 или 1527), дъщеря на графа на Арона Джовани I Боромео и на съпругата му Мария Клеофе Пия Савойска от графовете на Карпи. Те имат двама сина:
- Бернардин Савойски-Ракониджи († 25 декември 1526), негов наследник с името Бернардин I Савойски-Ракониджи, господар на Ракониджи и Милябруна с половин Панкалиери и Кастелрайнеро (инвеститура 7 януари 1521), губернатор на Верчели; ∞ за Йоланта Адорно († 1521), дъщеря на Джовани Адорно, господар на Повильо, генуезки патриций, и съпругата му Елеонора Сансеверино от Графовете на Каяцо, господарка на Повильо и съгосподарка на Сале; имат пет сина.[2]
- Антон Лудвиг Савойски-Ракониджи († пр. януари 1552), рицар на Ордена на Свети Йоан Йерусалимски (1516, но се отказва), съгосподар на Панкалиери, кастелан и капитан на Вале ди Пероза (1536), господар на Кавур (инвеститура 27 юни 1538); отдава почит на Краля на Франция Франсоа I на 27 април 1541; оспорва наследяването от страна на брат си на семейните титли и феоди; ∞ 1. за Жана дьо Понтювес-Кабан († ок. 21 октомври 1545/16 ноември 1547), вдовица на господаря на Монако Люсиен Грималди, дъщеря на Танги дьо Понтювес, съгосподар на Кабан и съпругата му Жана дьо Вилньов-Тран от господарите на Мас; имат един син 2. за Флоримонда Коста († сл. 1553), дъщеря на Джакомо Антонио Коста, господар на Ариняно и Бене, от която има един син; от неизвестни любовници има един извънбрачен син и една извънбрачна дъщеря.[3]